# 恐爪怪
恐爪怪是角色扮演游戏《龙与地下城》中所设定的一种居住在地底的生物。恐爪怪是受到地底的强烈辐射和生态环境所突变出来的怪物。恐爪怪具有敏锐的听力，用双脚步行，有一对锐利的爪子和长着尖喙的嘴，长有一对复眼，身体外表长着一层灰色的坚硬甲壳。

## 外形特征
成年恐爪怪站立时大约9英尺高（2.7米），体重约400磅（180公斤）。它的头看起来像秃鹫一样，眼睛很小，长着锐利无比的尖喙。恐爪怪身体像甲虫，全身都覆盖着厚重的骨甲，这种甲壳给了它很好的防御。

## 生活环境
恐爪怪一般生活在地底世界中拥有良好水源或者生长着食用真菌的洞穴中，一个家庭成员数量在5到20只之间，部落数量在40只以下。它们拥有很强的地域观念，会誓死守卫自己的领地。

## 特殊能力和战术
恐爪怪可以像蝙蝠一样发出高频声波，通过反射的声波准确判断出60英尺内物体的位置和性质。但长期居住在地下，导致它的视力非常微弱，而且畏惧强光。恐爪怪是杂食动物，会说地底通用语。
恐爪怪喜欢潜伏在幽暗地域很多偏僻而荒废的通道中，伏击任何经过的旅人。他们常常沿着墙壁攀爬到洞穴顶部，从上方袭击敌人。恐爪怪会优先进攻看起来最强的敌人，如果发现对手实力太强，它们会攀墙逃走。

## 相关的文学和游戏
在小说黑暗精灵三部曲之《流亡》中，喀拉卡原本是一名岩精（岩石之子），但被一个叫做布里斯特·芬多史德人类法师变成了一只恐爪怪。他是崔斯特的朋友，但最后被扎克纳梵的妖灵行尸所杀。